# Herut (periódico)
Herut (en hebreo: חרות‎, lit.. Libertad) fue el nombre de cuatro periódicos publicados en Palestina y más tarde en Israel. El primero se estableció en Jerusalén durante la era otomana, dos eran periódicos del Irgún, mientras que el cuarto era propiedad del partido político Herut fundado por exmiembros del Irgun.

## Periódico de Jerusalén
En 1909 fue creado un semanario con el nombre de Ha-Herut, por Avraham Elmalih, más tarde miembro de la Knesset para el partido Comunidades Sefaraditas y Orientales. Editado inicialmente por Haim Ben-Atar, se consideraba el portavoz de la comunidad sefardí de la ciudad. Se convirtió en un periódico diario en 1912 y fue editado por Elmalih entre 1914 y 1919, siendo el único periódico hebreo que apareció regularmente durante la Primera Guerra Mundial.

## Periódico del Irgún
Herut fue creado como el periódico del Irgun en 1942 y su primera edición se publicó el 10 de marzo de ese año. Se publicaba al menos una vez al mes en cuatro páginas y se enviaba por correo a suscriptores, además de pegarse en las paredes de los espacios públicos. El periódico tomó un sesgo revisionista sobre los problemas en el yishuv, pero también incluyó mensajes codificados a los miembros de la clandestinidad del Irgun. Por esa razón, las autoridades británicas siguieron de cerca el periódico y enviaron una traducción completa al inglés al Ministro de Relaciones Exteriores en noviembre de 1943.
La nonagésima novena y última edición del periódico se publicó el 10 de junio de 1948, aunque la publicación de una revista Herut escindida continuó en Jerusalén durante junio y julio de ese año, con la ciudad aislada por el asedio del resto del país, y el Irgún local no habiendo sido aun absorbido por las Fuerzas de Defensa de Israel.

## Diario Herut
En 1948 un nuevo diario asociado con el partido Herut (con el que compartía su nombre) fue lanzado por ex periodistas de HaMashkif, el periódico afiliado a Hatzohar, incluyendo a Izik Ramba, quien fue su editor desde 1957 en adelante. Sus periodistas incluyeron a Yoel Marcus, Dan Margalit, Eitan Haber, Shlomo Nakdimon, Ze'ev Galili, Amos Keinan, Uzi Benziman, Eliyahu Matza, Dan Levin, Aryeh Naor y Moshe Katsav. Los editores principales incluyeron a Shmuel Merlin, miembro de Herut en la Knesset.
En 1965 el partido Herut se alió con el Partido Liberal. El periódico Herut se fusionó con el periódico HaBoker, propiedad de la facción Sionistas Generales del Partido Liberal, para formar HaYom, que dejó de publicarse cuatro años después.